# Orbital Reef
Orbital Reef ist eine geplante Low Earth Orbit (LEO)-Raumstation, die von Blue Origin und Sierra Space der Sierra Nevada Corporation für kommerzielle Weltraumaktivitäten und Weltraumtourismuszwecke entworfen wurde. Blue Origin bezeichnete es als „Gewerbepark mit gemischter Nutzung“. Die Unternehmen veröffentlichten am 25. Oktober 2021 vorläufige Pläne: Die Station soll bis zu zehn Personen in Räumen von insgesamt 830 m3 Volumen beherbergen.

## Geschichte
Am 2. Dezember 2021 gab die NASA bekannt, dass sie Blue Origin als eines von drei Unternehmen ausgewählt hat, um Designs von Raumstationen und anderen kommerziellen Zielen im Weltraum zu entwickeln. Blue Origin wurde mit 130 Millionen US-Dollar unterstützt. Diese Space-Act-Vereinbarung ist die erste von zwei Phasen, mit denen die NASA beabsichtigt, eine dauerhafte US-Präsenz im erdnahen Orbit aufrechtzuerhalten, indem sie von der Internationalen Raumstation zu anderen Plattformen wechseln.

## Trägerrakete
Die Trägerrakete soll New Glenn von Blue Origin werden.

## Partner
Blue Origin und Sierra Space haben sich mit mehreren Unternehmen und Institutionen zusammengetan, um das Projekt zu realisieren.
- Blue Origin: Partner, der Kernsysteme für Nutzfahrzeuge, Module mit großem Durchmesser und das wiederverwendbare Schwerlast-Startsystem New Glenn bereitstellt.
  - Amazon: Logistik und Lieferkettenmanagement.
  - Amazon Web Services: AWS wird eine Vielzahl integrierter Cloud-Services und -Tools bereitstellen, um sowohl kurzfristige als auch langfristige technische Anforderungen zu unterstützen, darunter Entwicklung und Design von Raumstationen, Flugbetrieb, Datenmanagement, Unternehmensarchitektur, integrierte Netzwerke, Logistik und Kommunikationsfähigkeiten.
- Sierra Space: Partner, der LIFE-Module (Large Integrated Flexible Environment), Knotenmodule und das Dream Chaser - Raumflugzeug zur Landebahnlandung für Besatzungs- und Frachttransport bereitstellt
  - Mitsubishi Heavy Industries
- Boeing: Bereitstellung von Wissenschaftsmodulen, Betrieb und Wartung der Raumstation und des Starliner - Raumfahrzeugs
- Redwire Space: Bereitstellung von Nutzlastoperationen und einsetzbaren Strukturen sowie Unterstützung für Mikrogravitationsforschung, -entwicklung und -herstellung
- Genesis Engineering Solutions: Bereitstellung des Ein-Personen-Raumfahrzeugs für routinemäßige externe Operationen und touristische Exkursionen
- Arizona State University: Bereitstellung von Forschungsberatungsdiensten und Öffentlichkeitsarbeit durch ein globales Konsortium von vierzehn führenden Universitäten